# Брагино (Юровське сільське поселення)
Бра́гино (рос. Брагино) — присілок у складі Грязовецького району Вологодської області, Росія. Входить до складу Юровського сільського поселення.

## Населення
Населення — 1 особа (2010; 11 у 2002).
Національний склад (станом на 2002 рік):
- росіяни — 100 %